# Warzazat
Warzazat (arab. ورزازات, Warzāzāt; fr. Ouarzazate) – miasto w południowo-środkowym Maroku, w regionie Dara-Tafilalt, u podnóża Atlasu Wysokiego, w dolinie Wadi Warzazat, siedziba administracyjna prowincji Warzazat. W 2014 roku miasto liczyło ok. 71 tys. mieszkańców.
Wokół miasta znajdują się kopalnie rudy manganu, kobaltu i miedzi. Na wschód od miejscowości mieści się zbiornik Al-Mansur az-Zahabi. Na północ od miasta znajduje się największa na świecie elektrownia oparta na technologii skoncentrowanej energii słonecznej.
Swoją siedzibę ma tu znana wytwórnia filmowa Atlas Studios, założona przez reżysera Souheila Ben-Barkę. Nakręcono tu wiele hollywoodzkich superprodukcji, m.in. takie filmy jak Lawrence z Arabii (1962), Kundun – życie Dalaj Lamy (1997) czy Gladiator (2000). 
W pobliżu Warzazatu mieści się atrakcyjny dla turystów ksar Ajt Bin Haddu. Na przedmieściach miasta znajdują się kasby Taurirt.